# 小行星2148
小行星2148（2148 Epeios）是一颗围绕太阳公转的小行星。1976年10月24日，理察·馬丁·威斯特在拉西拉天文台发现了此天体。
該小行星以希臘神話的人物埃佩烏斯命名。 
这颗小行星的绝对星等为232.63999等。